# Вашиш
Вашиш — река в России, течёт по территории Бурзянского района Республики Башкортостан. Впадает в реку Белая справа в 1016 км от её устья. Длина реки составляет 12 км.

## Данные водного реестра
По данным государственного водного реестра России относится к Камскому бассейновому округу, водохозяйственный участок реки — Белая от водомерного поста Арский Камень до Юмагузинского гидроузла, речной подбассейн реки — Белая. Речной бассейн реки — Кама.
Код объекта в государственном водном реестре — 10010200212111100017591.